# Royal Antwerp Hockey Club
Royal Antwerp Hockey Club is een Belgische hockeyclub uit Sint-Job-in-'t-Goor.

## Geschiedenis
De club werd opgericht in 1923 als Antwerp HC en verkreeg in 1974 het het predicaat Royal (Koninklijk). Royal Antwerp is bij de KBHB aangesloten met het stamnummer 701.
De dames behaalden tussen 1953 en 1965 twaalfmaal de landstitel, met name in 1953, 1954, 1955, 1956, 1957, 1958, 1959, 1960, 1961, 1962, 1964 en 1965. Vanaf 2007 werden ze nog zevenmaal landskampioen: 2007, 2008, 2010, 2012, 2013, 2015 en 2019. In 2007 behaalden ook de heren de landstitel. Voor hen was dat de allereerste. Als gevolg van die landstitel mocht de club tevens deelnemen aan de allereerste editie van de Euro Hockey League. Ze werden er in de 1/8e finale uitgeschakeld door het Engelse Loughborough Students. Ook was het damesteam tienmaal eindwinnaar van de Beker van België (1949, 1951, 1952, 1953, 1956, 1958, 1960, 2010, 2011 en 2012) en werden ze tweemaal zaalkampioen (2013 en 2014).
De club speelt bij de dames in de Hockey League, het hoogste niveau in België. De heren spelen sinds het seizoen ‘22-‘23 in de eerste nationale. Huidig voorzitter is Christophe De Cleene.

## Palmares
Heren
- 1x Landskampioen (veld): 2007

Dames
- 19x Landskampioen (veld): 1953, 1954, 1955, 1956, 1957, 1958, 1959, 1960, 1961, 1962, 1964, 1965, 2007, 2008, 2010, 2012, 2013, 2015 en 2019
- 10x Winnaar Beker van België (veld): 1949, 1951, 1952, 1953, 1956, 1958, 1960, 2010, 2011 en 2012
- 2x Landskampioen (zaal): 2013 en 2014

## Bekende (ex-)spelers
- Sander Baart
- Joeri Beunen
- André Carbonnelle
- Gabriel Dabanch
- Daan Drijver
- Tiphaine Duquesne
- Richard Gedopt
- Piet-Hein Geeris
- Sofie Gierts
- Matteo Gryspeerdt
- Gregory Gucassoff
- Willy Hagenaers
- Alexander Hendrickx
- Georgie Parker
- Taine Paton
- Maartje Paumen
- Carlota Petchamé
- Elodie Picard
- Luc Putters
- Emma Puvrez
- Carla Rebecchi
- Murray Richards
- Michelle Struijk
- Naohiko Tobita
- Dominic Uher
- Manuela Urroz
- Milan van Baal
- Reggy Vandeputte
- Anne-Sophie Van Regemortel